# Hepneriana beta
Hepneriana beta är en insektsart som först beskrevs av Irena Dworakowska 1981.  Hepneriana beta ingår i släktet Hepneriana och familjen dvärgstritar. Inga underarter finns listade i Catalogue of Life.